# Корнелл, Эрик Аллин
Эрик Аллин Ко́рнелл (англ. Eric Allin Cornell; род. 19 декабря 1961, Пало-Альто, Калифорния, США) — американский физик, лауреат Нобелевской премии по физике в 2001 году, совместно с Вольфгангом Кеттерле и Карлом Виманом «за экспериментальное наблюдение бозе-эйнштейновской конденсации в разреженных газах атомов щелочных металлов и за первые фундаментальные исследования свойств таких конденсатов».
Член Национальной академии наук США (2000).

## Биография
Эрик Корнелл родился в семье профессора строительных наук в МТИ и учительницы английского языка. Изучал физику в Стэнфордском университете и, после получения в МТИ в 1985 году диплома, работал в Кембридже — городе, в котором он жил с двух лет. Работал в группе Дэйва Притчарда над определением массы 3He и 3H. В 1990 году защитил диссертацию. Интересно отметить, что после ухода Корнелла из Массачусетского технологического института в группу Притчарда пришёл Вольфганг Кеттерле, вместе с которым Корнелл разделил позднее Нобелевскую премию.
Корнелл подал заявку на место постдока в группу Дэйва Винеланда в Национального института стандартов и технологий, однако не получил одобрения. Вместо этого его порекомендовали в группу Карла Вимана, который работал в Национальном институте стандартов и технологий в городе Боулдер в штате Колорадо. После окончания двухлетней постдоковской стипендии он остался там работать ассистентом профессора. В 1995 году стал профессором, с 1994 года является членом Национального института стандартов и технологий.
В 1995 году Корнелл женился на Целесте Ландри, с которой был знаком более 10 лет, ещё в Стэнфорде. У них две дочери — Элиза и София.
В 2004 году ему ампутировали левую руку по причине заражения некротирующим фасциитисом. В 2006 году он снова приступил к работе.

## Достижения
В 2001 году получил Нобелевскую премию по физике. После успешного получения конденсата Бозе-Эйнштейна занимается исследованием его свойств.

## Награды
- Награда имени Самюэля Уэсли Страттона, NIST, 1995
- Премия имени Ньюкомба Кливленда, Американская ассоциация содействия науке, 1995/96
- Золотая медаль министерства коммерции, 1996
- Мемориальная лекция Манне Сигбана, 1996
- Премия Фрица Лондона в области физики низких температур, 1996
- Премия Карла Цейса, Фонд Эрнста Аббе, 1996
- Премия Алана Уотермана от Национального научного фонда, США, 1997
- Международная премия короля Фейсала, 1997
- Премия Раби по атомной физике, молекулярной физике и оптике, Американское физическое общество, 1997
- Избран членом Американского физического общества, 1997
- Медаль Лоренца, Нидерландская королевская академия наук, 1998
- Медаль Бенджамина Франклина по физике, 1999
- Премия Р. В. Вуда, Американское оптическое общество, 1999
- Избран членом Американского оптического общества, 2000
- Член Национальной академии наук США, 2000
- Нобелевская премия по физике, 2001